# Else Bach

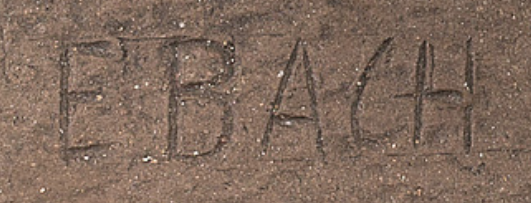
Eine Signatur von Else Bach

Else Bach (* 7. September 1899 in Heidelberg; † 25. April 1951 in Pforzheim) war eine deutsche Bildhauerin.

## Leben

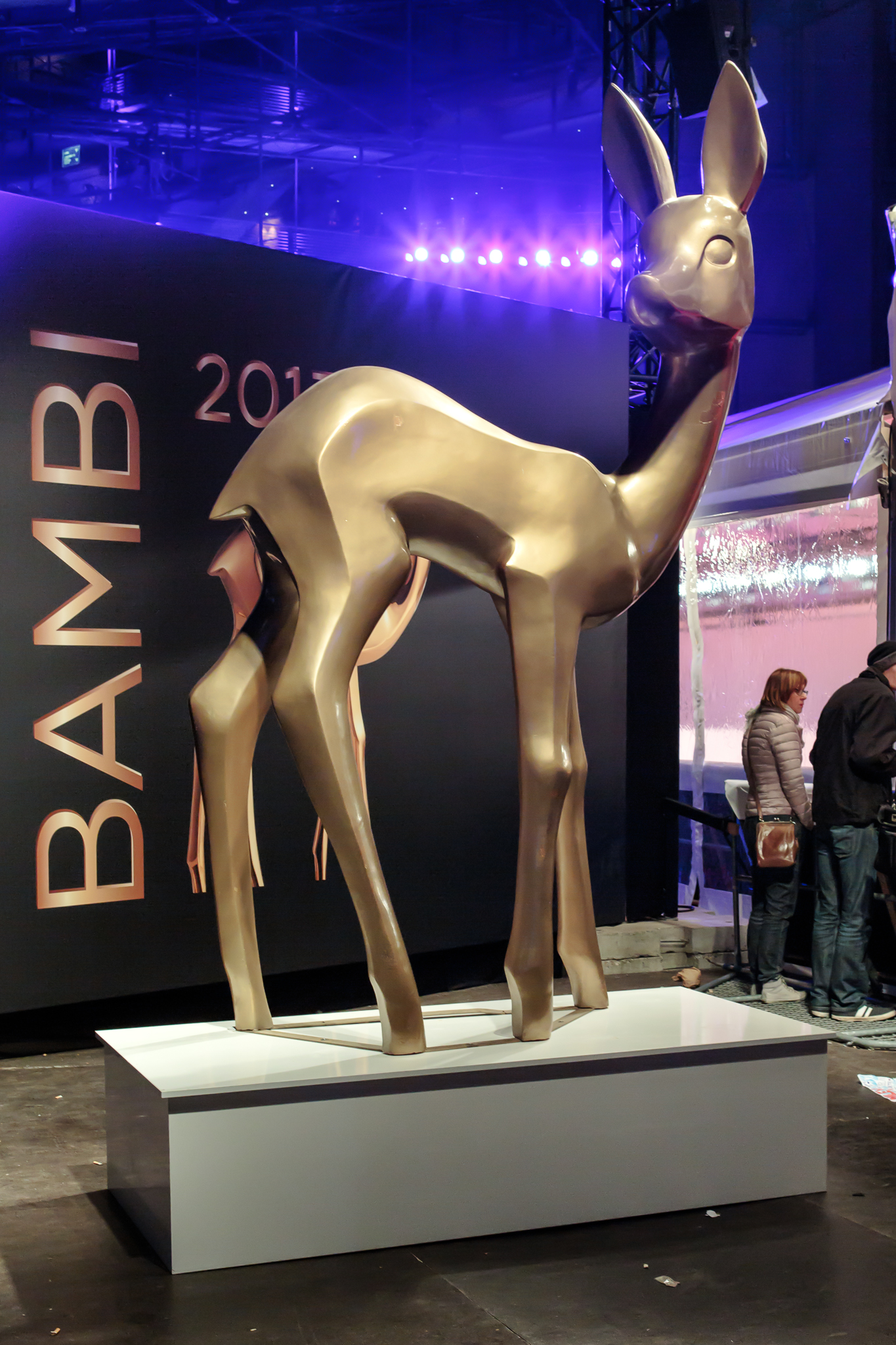
Bambi-Statue, Berlin 2013.

Else Bach kam als Kind nach Pforzheim. An der dortigen Kunstgewerbeschule erhielt sie ihre erste künstlerische Ausbildung. Sie begann als Malerin, aber ihr Interesse für plastisches Gestalten war geweckt. Ihr wichtigster Lehrer wurde der Pforzheimer Bildhauer Emil Salm, bei dem sie eine handwerkliche Ausbildung in verschiedenen Techniken der Bildhauerei erhielt.
Else Bach unternahm  Studienreisen im In- und Ausland. Oft waren die Ziele Tiergärten in Großstädten, da Tierdarstellungen einen Großteil ihres Werkes ausmachten. Das „Bambi“, von ihr 1936 in Ton geschaffen und später für den deutschen Fernseh- und Medienpreis genutzt, ist ihre bekannteste Skulptur und ein Ergebnis ihrer intensiven Zusammenarbeit mit der Staatlichen Majolika-Manufaktur in Karlsruhe, für die sie fast 50 Tierfiguren entwarf. 
In der Zeit des Nationalsozialismus war Else Bach Mitglied der Reichskammer der bildenden Künste. Für diese Zeit ist ihre Teilnahme an sechs Gruppenausstellungen sicher belegt, darunter 1939 die  Große Deutsche Kunstausstellung in München mit einer Eselgruppe in Bronze.
Später machten dann Aktfiguren, Figurengruppen und Porträtbüsten einen größeren Anteil ihrer Arbeit aus. Ein Jahr nach ihrem Tod ehrte 1952 der Kunst- und Kunstgewerbeverein Pforzheim Else Bach mit einer Ausstellung ihres künstlerischen Lebenswerks im Reuchlinhaus.
Sie wurde auf dem Pforzheimer Hauptfriedhof bestattet.

## Auszeichnungen
- Bach erhielt 1937 auf der Weltausstellung in Paris einen Grand Prix für eine (später auch in Terrakotta ausgeführte) Fohlengruppe aus Bronze.[4][5]